# Роберт Керрадайн
Роберт Керрадайн (англ. Robert Carradine; 24 березня 1954) — американський актор.

## Фільмографія
| Рік  |    | Українська назва        | Оригінальна назва        | Роль                 |
| ---- | -- | ----------------------- | ------------------------ | -------------------- |
| 1973 | ф  | Злі вулиці              | Mean Streets             | хлопець з пістолетом |
| 1976 | ф  | Гарматне ядро           | Cannonball!              | Джим Кренделл        |
| 1980 | ф  | Ті, що скачуть здалеку  | The Long Riders          | Боб Янгер            |
| 1989 | ф  | Раптове пробудження     | Rude Awakening           | Семмі Марголін       |
| 1993 | тф | Мішки для трупів        | Body Bags                | Білл                 |
| 1993 | с  | Томмінокери             | The Tommyknockers        | Браянт Браун         |
| 1996 | ф  | Втеча з Лос-Анджелеса   | Escape from L.A.         | скінхед              |
| 1996 | с  | Темні небеса            | Dark Skies               | Лонні Замора         |
| 2001 | ф  | Привиди Марса           | Ghosts of Mars           | Родейл               |
| 2003 | ф  | Кіно про Ліззі Макгвайр | The Lizzie McGuire Movie | Сем Макгвайр         |
| 2006 | ф  | Хобокенське пустище     | Hoboken Hollow           | Тед Сіммонс          |
| 2007 | ф  | Зуб і ніготь            | Tooth and Nail           | Дарвін               |
| 2008 | ф  | Підкорювачі вершин      | Deep Winter              | тренер Данадо        |
| 2012 | ф  | Джанґо вільний          | Django Unchained         | Тракер               |